# Pista quadrilobata
Pista quadrilobata är en ringmaskart som först beskrevs av Augener 1918.  Pista quadrilobata ingår i släktet Pista och familjen Terebellidae.
Artens utbredningsområde är Mexikanska golfen. Inga underarter finns listade i Catalogue of Life.